# Muṣallā

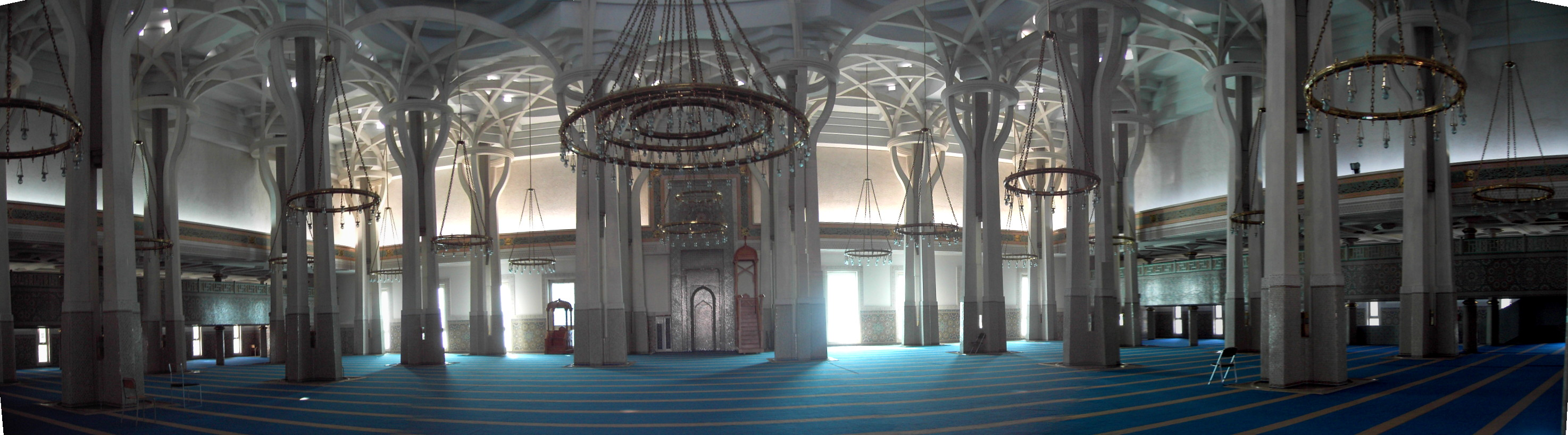
Muṣallā della Grande Moschea di Roma

La muṣallā (in arabo مصلى‎?) è il luogo dove i fedeli musulmani possono pregare.
Il termine deriva dal verbo "pregare" in arabo صلى‎?, ṣallā, ossia il luogo dove si compie la ṣalāt: è infatti l'oratorio islamico, la parte cioè della moschea in cui i fedeli musulmani, al momento di elezione della preghiera canonica, si radunano per assolvere al loro obbligo cultuale giornaliero.
Il fatto di essere disposti in righe e file e di consentire al maggior numero possibile di persone di essere correttamente orientati verso la qibla meccana della Kaʿba, ha fatto sì che, fin dalle epoche più remote, si prediligesse la forma rettangolare dell'oratorio, anche se tale forma non è obbligatoria sempre e comunque, visto che l'unica cosa fondamentale è il corretto orientamento, lo stato di purità rituale del fedele, la retta intenzione ( niyya ) e la capacità di eseguire perfettamente tutti i movimenti prescritti, grazie anche all'ausilio di un imam, un fedele cioè ben edotto della ritualità della Ṣalāt.
Il mantenimento di tale forma rettangolare, anche in caso di ampliamenti della moschea, consente ai demografi di valutare con sufficiente approssimazione l'ampliamento della popolazione di un dato centro urbano o extra-urbano, come è ad esempio stato il caso della Grande Moschea (oggi detta Mezquita) di Cordova, la città di al-Andalus che fu capitale del governatorato omayyade dapprima, dell'emirato autonomo poi e infine del califfato di quella dinastia.